# Bâtiments du Parlement de la Barbade
Pour les articles homonymes, voir Bâtiment du Parlement.
Les bâtiments du Parlement de la Barbade (en anglais : Barbados Parliament Buildings), aussi appelé bâtiments publics (The Public Buildings) ou plus rarement Parliament House, est le siège du Parlement de la Barbade. Construits entre 1870 et 1874, les bâtiments sont le lieu des séances des deux chambres du Parlement depuis le 16 juin 1874 et un ancien site de l'administration coloniale de la Barbade. Il se compose de deux bâtiments de style architectural néogothique et rappellent l'époque victorienne de la Grande-Bretagne.
Les bâtiments sont situés le long de la rive nord de la Constitution River (en) et sont bordés par l'Upper Broad Street et la Place des Héros nationaux (en) au sud ; stratégiquement au cœur de la capitale, Bridgetown. Avant l'édification des bâtiments, la législature se réunissait à l'hôtel de ville (à côté du bâtiment maintenant abandonné de la Bibliothèque nationale de Barbade) sur la Coleridge street.
En 1989, les bâtiments publics sont officiellement rebaptisés « Bâtiments du Parlement » par la loi du Parlement. En 2011, les deux bâtiments sont désignés comme propriétés protégées par l'UNESCO dans le site du patrimoine mondial du Centre historique de Bridgetown et sa garnison.

## Histoire
Bien que le Parlement soit fondé en 1639, les bâtiments qui l'abritent ne sont construits qu'à la fin du XIXe siècle. La raison derrière l'érection de ces bâtiments était double.  Premièrement, il fallait trouver un endroit sûr pour stocker les archives publiques de l'île qui, avant la construction des bâtiments du Parlement, étaient stockées dans divers bureaux gouvernementaux situés autour de Bridgetown. Deuxièmement, la législature de l'île avait besoin d'un lieu approprié pour se réunir.  De la création de l'Assemblée en 1639 à l'érection des bâtiments du Parlement, la législature est passée d'un bâtiment à l'autre autour de Bridgetown et, à plusieurs reprises, s'est mêmes réunie dans des tavernes et des lieux publics. Bien sûr, cela a été mal vu par de nombreux anciens gouverneurs de l'île, dont plusieurs proposent que des fonds soient votés pour la construction d'un bâtiment approprié pour abriter le Parlement.
Plusieurs plans ont été faits pour la construction d'un bâtiment pour le Parlement. En 1701, un édifice est construite à l'intérieur du fort James, mais il est ensuite utilisé comme prison commune de l'île. En 1844, il est prévu d'ériger un bâtiment des sessions, mais ces plans sont ensuite abandonnés lorsqu'un grand incendie à Bridgetown a permis au gouvernement de trouver un site plus approprié.
En 1857, John Glasglow Grant, député de l'assemblée, dépose une motion pour l'édification des bâtiments publics.  Un comité d'édification des bâtiments publics est nommé par le président de l'Assemblée, dont les membres comprend Grant. Le comité propose que non seulement les édifices abritent le Parlement, mais aussi la Douane, le bureau du maréchal, le bureau de poste et le bureau du protonotaire.
Depuis février 2020, le gouvernement loue divers bâtiments privés autour de la Barbade, y compris le Worthing Corporate Centre, et le centre de conférence (le 15 septembre 2020 pour l'ouverture officielle du Parlement,) pour accueillir le Parlement  sans qu'aucune date de retour ferme ne soit mentionnée, ni quand il pourrait revenir à l'utilisation du site de la capitale.

## Construction
La construction des bâtiments connaît plusieurs retards. Cependant, en 1860, à la suite d'un nouvel incendie à Bridgetown, le gouvernement décide d'acheter le terrain qui, selon lui, est un site encore meilleur que celui sur lequel il s'est précédemment mis d'accord. Après avoir demandé et accepté à l'unanimité la conception de John F. Bourne, alors surintendant des travaux publics, le comité lance un appel d'offres pour la construction du bâtiment Ouest. L'Assemblée décide d’adopter l'offre de 13 750 £ présentée par Benjamin L. Harris. La construction du bâtiment ouest est achevée à la fin de l'année 1871 et est présentée au gouvernement au début de l'année 1872. Bien que Harris présente également une offre pour le bâtiment Est à hauteur de 15 750 £, l'Assemblée préfère l'offre de Richard F. Roberts pour 11 750.  L'aile Est est remise au gouvernement deux ans plus tard.

## Ailes est

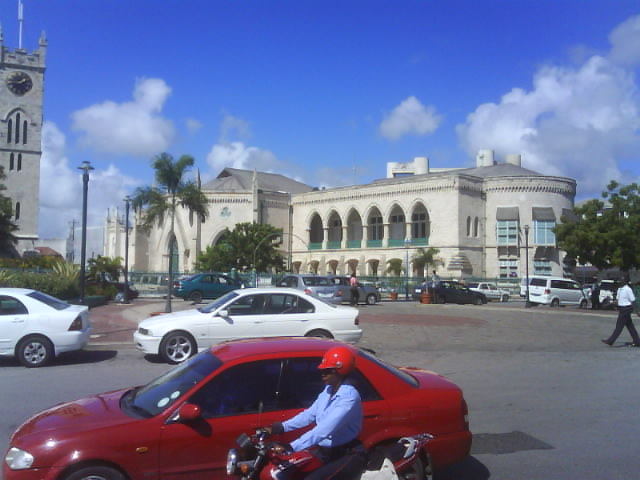
L’aile est du Parlement de la Barbade, achevée en 1873.

L'aile Est est achevée à la fin de 1873. Il abrite toujours les chambres et les bureaux de l'autrefois Conseil législatif (aujourd'hui le Sénat) et de l'Assemblée. Le procureur général, le solliciteur général et le conseil parlementaire en chef y avaient également des bureaux.
Plusieurs bureaux étaient situés au rez-de-chaussée de l'aile Est à différentes périodes. Ceux-ci comprenaient :
- La bibliothèque publique ;
- Le Département des Travaux Publics ;
- Le maître en chancellerie (plus tard connu sous le nom de registraire) ;
- Le rédacteur juridique (plus tard connu sous le nom de conseiller parlementaire en chef) ;
- Le service des impôts sur le revenu ;
- La poste ;
- Certains bureaux de la Banque centrale.

L'aile Est subi plusieurs rénovations : en 1970, l'aile Est est agrandie pour faciliter une entrée séparée d'une galerie des visiteurs de l'Assemblée depuis la cour ; en 1977, une mezzanine est construite dans la zone centrale de l'aile Est ; en 1986, la salle de l'Assemblée est entièrement rénovée, à partir du 7 mai. Une mezzanine séparée est créée pour la galerie publique. Un système de son et de vision est également installé. De nouveaux meubles, fabriqués exclusivement en bois d'acajou de la Barbade, sont installés.  Les vitraux de la chambre sont replombés et restaurés. Les murs (anciennement plâtrés) sont décapés et jointoyés et restaurés pour afficher leur aspect naturel de calcaire scié de la Barbade. Un nouvel éclairage est également amélioré en utilisant les lustres à gaz d'origine purement décoratifs qui sont toujours en place ; en septembre 1988, les rénovations de la salle du Sénat commence en utilisant les mêmes applications que pour les travaux de la salle de l'assemblée, sauf que le plafond est esthétiquement restauré dans sa finition d'origine ; également en 1988, le rez-de-chaussée de l'aile Est est entièrement rénové pour permettre à toute l'aile Est d'être disponible à des fins parlementaires.
Les caractéristiques notables de l'aile Est sont les vitraux de la salle de l'Assemblée montrant les souverains britanniques allant de Jacques I à la reine Victoria. Les fenêtres en verre du Sénat montrent les armoiries non seulement des anciens présidents du conseil législatif, mais aussi des anciens présidents de l'assemblée.

## Aile ouest

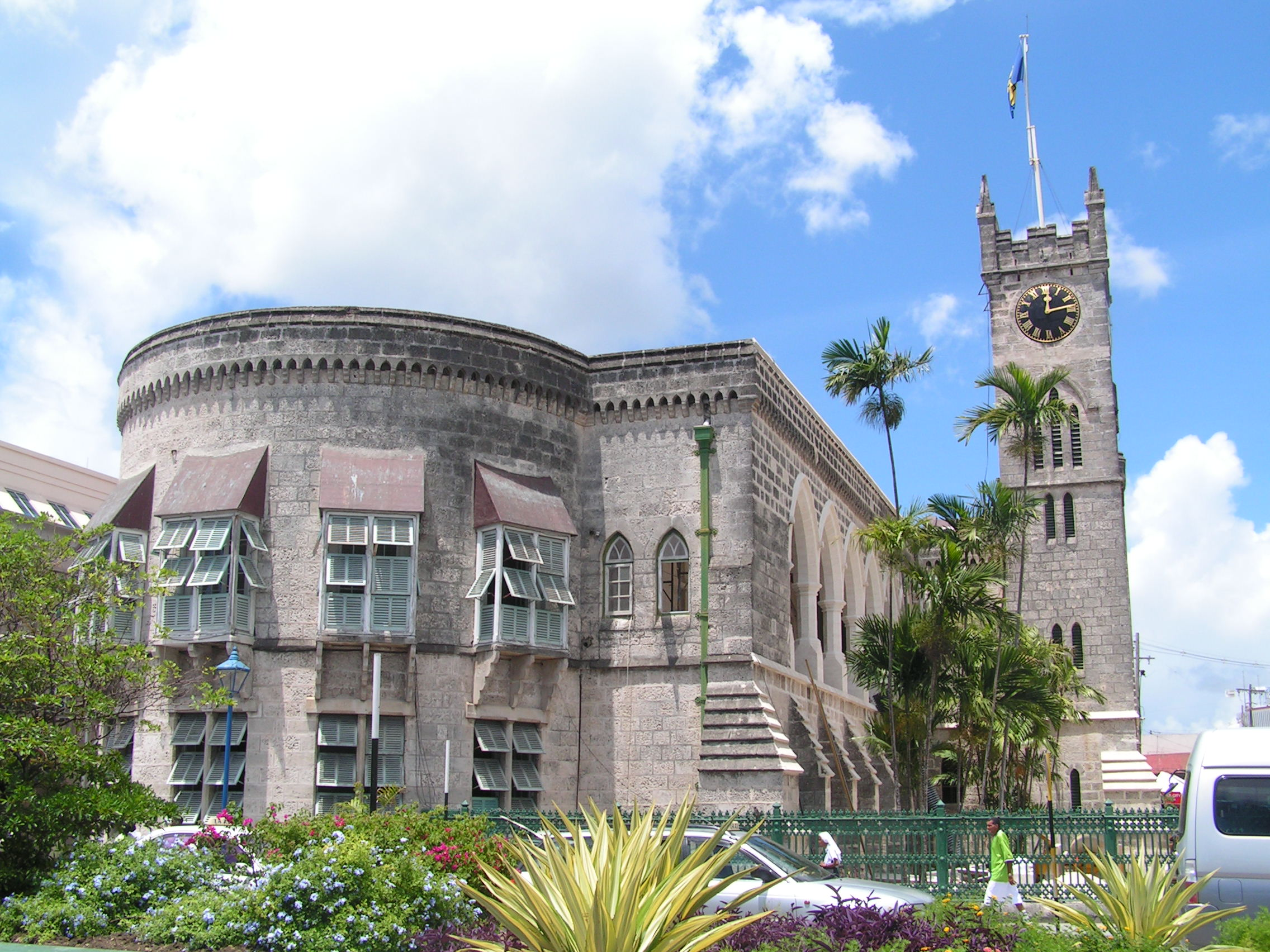
L'aile ouest du Parlement de la Barbade, achevée en 1872.

L'aile ouest est achevée en 1872 et, au fil des siècles, accueille plusieurs bureaux publics principaux :
- Le secrétaire colonial
- La caisse d'épargne du gouvernement
- Le trésorier colonial
- Le vérificateur général
- Le comptable général
- Le maître de poste
- Le contrôleur des douanes
- Le grand prévôt
- Le directeur de l'éducation

On y trouvait également les bureaux des premiers ministres élus (il y en avait 5 en tout) à partir de 1954. De la fin de 1885 à 1886, l'horloge et les cloches de la tour autrefois situés dans l'aile est sont déplacées dans l'aile ouest. Sur les escaliers principaux de cette aile, on peut également voir deux vitraux qui portent la citation biblique « Rendre à César ce qui est à César » (Matthieu 22,21).
En novembre 2006, l'aile ouest du Parlement est rénovée pour marquer le 40e anniversaire de l'indépendance de l'île. L'aile ouest récemment rénovée abrite une galerie nationale des héros ainsi qu'un musée du Parlement. Une cérémonie a lieu pour commémorer la réouverture de l'aile ouest et réuni des dignitaires ainsi que le grand public.

## Caractéristiques remarquables
En plus de sa belle architecture, les bâtiments du Parlement présentent plusieurs caractéristiques architecturales remarquables.
La clôture en fonte de couleur verte entourant la cour des bâtiments du Parlement est fabriquée par une entreprise britannique appelée MM. Andrew Handyside & Co. Ltd. Une autre caractéristique notable du bâtiment lui-même est que de nombreuses fenêtres des bâtiments ont des volets à persiennes pour bloquer les accès directs à la lumière du soleil.
Pendant les mois de novembre et décembre, la ville de Bridgetown organise une cérémonie d'éclairage nationale annuelle. Pendant cette période, les bâtiments du Parlement sont souvent minutieusement illuminés aux couleurs du drapeau national (en novembre) ou de vert/rouge pour Noël (à la mi-décembre).

### La tour de l'horloge
Une caractéristique importante des structures de calcaire corallien est la tour de l'horloge rattachée à l'aile ouest.  La tour située dans l'aile ouest peut être vue de plusieurs points de vue autour de Bridgetown et est complétée par une horloge à quatre faces de chaque côté. Le drapeau barbadien flotte dessus.  Cependant, la tour de l'horloge n'a pas toujours été située dans l'aile ouest.
Une tour de l'horloge avec un carillon de cloches était auparavant rattachée à l'aile est où se trouvent les salle du Sénat et de l'Assemblée, mais les mauvaises conditions du sol ont déstabilisé la base de la tour de l'horloge, provoquant son naufrage. Dans les dix ans qui ont suivi sa construction, la tour de l'horloge s'est enfoncée de dix pieds dans le sol. La tour est démantelée en 1884 et une tour d'horloge est ensuite construite à l'aile ouest où elle se trouve aujourd'hui.  L'horloge est conçue et fabriquée par John Moore & Sons of Great Britain en 1875. Il est conçu pour fonctionner pendant 8 jours et pour continuer à fonctionner même lorsqu'il est enroulé.
En 2010, l'horloge est endommagée pendant la tempête tropicale Tomas, ce qui provoque l'arrêt des aiguilles à 2h12. Smith of Derby Group (en), en Angleterre, s'est engagé pour remettre à neuf l'horloge. 